# Pamber Heath
Pamber Heath – wieś w Anglii, w hrabstwie Hampshire, w dystrykcie Basingstoke and Deane. Leży 38 km na północny wschód od miasta Winchester i 71 km na zachód od Londynu.